# Josep Maria Monravà i López
Josep Maria Monravà i López (Tarragona, 8 de maig de 1905 – Barcelona, 28 de febrer de 1999) va ser l'arquitecte responsable de l'urbanisme a l'Ajuntament de Tarragona des de 1939 fins a 1963.

## Biografia
Es va doctorar en Arquitectura a la Universitat de Barcelona l'any 1929. Monravà fou membre del GATCPAC (Grup d'Arquitectes i Tècnics Catalans pel Progrés de l'Arquitectura Contemporània). Més endavant fou l'autor del Pla general d'Urbanisme de la ciutat de Tarragona (1960), juntament amb J.M. Muñoz. Va publicar el llibre Tarragona renaciente (Editorial Imprenta Moderna, Barcelona, 1965) i va fer l'ordenació del territori des del Balcó del Mediterrani i el monument a Roger de Llúria fins al Portal de Sant Antoni i el Parc del Miracle, la Via de l'Imperi i va fer un avantprojecte per al Camp de Mart.
Com a obres personals cap destacar les de l'Antiga Escola del Treball, els habitatges Alegría y Reposo i l'edifici de Sanitat als anys 1944 a 1947. També intervingué en l'Institut Vidal i Barraquer, la Parròquia de Sant Pau, la Casa Malé, les Casas Baratas i la Casa Bloc. Monravà i Josep M. Pujol s'ocuparen de l'obra d'un hotel edificat entre el barri de Marina i el nucli històric on hi va haver el convent de les monges clarisses que fou destruït a la guerra civil. Aquesta obra va alterar notablement l'aspecte visual de la zona.
Els propòsits de modificar el recorregut ferroviari i l'enclavament de l'estació de ferrocarril que la Compañía de Ferrocarriles del Norte tenia a la vora de la platja del Miracle va comptar amb una proposta-estudi de JM Monravà, interessat en la conservació dels monuments històrics, presentat el 1949 per fer-ne el desviament.